# Doki Doki Literature Club!
Doki Doki Literature Club! (souvent abrégé DDLC) est un jeu vidéo américain de type visual novel développé par Team Salvato sorti le 22 septembre 2017 sur Microsoft Windows, macOS et Linux, et le 8 octobre 2017 sur Steam.
Le joueur y incarne un lycéen qui rejoint un club de littérature et interagit avec les autres membres. Les décisions effectuées pendant la partie ont un impact sur l'histoire racontée. Bien qu'il semble au début être un jeu de drague, il s'agit en réalité d'un jeu d'horreur psychologique brisant fréquemment le quatrième mur.
Une version étendue et payante du jeu, Doki Doki Literature Club Plus!, est sortie le 30 juin 2021 sur PlayStation 4 et 5,Nintendo Switch, et Windows.

## Système de jeu
Doki Doki Literature Club! est un visual novel typique : l'histoire avance en montrant au joueur un décor, un ou plusieurs personnages, et une boîte de texte en bas de l'écran où les différents dialogues du jeu s'affichent au fur et à mesure.
Son interface est plutôt classique : les différentes options permettent au joueur de relire les derniers dialogues vus, de passer le texte automatiquement, d'effectuer des sauvegardes et les charger, et d'accéder aux paramètres du jeu.
La première partie du jeu se trouve être un jeu de romance assez classique : après avoir rencontré les différents membres du club, le joueur est amené à écrire un poème via un mini-jeu. Dans celui-ci, il doit choisir à vingt reprises un mot parmi une liste de 10. Chaque mot est attribué à une fille parmi Sayori, Natsuki et Yuri, et à chaque mot sélectionné, le jeu indique au joueur à quelle fille le mot plaît. Après cela, le joueur sera amené à suivre plusieurs portions du scénario exclusives et spécifiques à la fille qu'il aura choisie via le mini-jeu du poème,.
À la fin du premier acte (la première partie du scénario), un premier évènement déclencheur rend le jeu beaucoup plus horrifique : des bugs visuels et/ou audio surviennent fréquemment, le joueur est amené à découvrir des easter-eggs sombres, et il est régulièrement forcé d'effectuer certains choix via différentes méthodes (par exemple, le jeu peut prendre le contrôle de la souris).
L'expérience de jeu est également prolongée en dehors de celui-ci, puisque des fichiers étranges sont régulièrement ajoutés dans le dossier du jeu au cours de la partie, et qu'à plusieurs reprises le joueur est amené à utiliser l'explorateur de fichiers de son ordinateur pour découvrir lesdits fichiers ou effectuer certaines manipulations simples sur ceux-ci.

## Trame

### Personnages

#### Le protagoniste
Il est le seul personnage jouable du jeu. Il porte le nom que le joueur choisit de lui donner, mais il est une entité séparée du joueur.
L'apparence du protagoniste est révélée dans l'Acte 1, lorsque Sayori le serre dans ses bras. On ne voit que son dos mais on constate qu'il a les cheveux courts, brun foncé et la peau pâle. Si le joueur choisit d'écrire des poèmes à Sayori, on peut voir à travers ses interactions avec elle qu'il est légèrement plus grand qu'elle.
Le protagoniste fonctionne comme un protagoniste type de visual novel. Il agit de manière franche, parfois méchante, avec Sayori, son amie d'enfance ; il taquine Natsuki, la tsundere ; il se montre chaleureux avec Yuri, la fille timide ; et il est plus hésitant auprès de Monika, la fille populaire.
Le protagoniste est un mauvais élève, préférant jouer aux jeux vidéo et regarder des animes plutôt que de s'appliquer et se faire des amis. Malgré cela, quand il interagit avec les autres, il essaie d'être gentil et réfléchi. Il prend note de comment les personnes autour de lui agissent et se sentent, bien que des choses plus subtiles puissent se passer dans sa tête. Dans l'Acte 1, il est montré comme intelligent et observateur.
Il fait de son mieux pour aider les autres même si c'est hors de sa portée, comme on l'a vu quand il essaie d'apaiser la dépression de Sayori, même s'il ne comprend pas les raisons de celle-ci.
Il se montre distant envers ceux qui jugent les autres (on le voit dans une scène de la route de Natsuki) et dans la route de Yuri, il accepte l'intérêt de Yuri pour les couteaux, ce qui montre qu'il est ouvert d'esprit.
Le protagoniste est fidèle à sa parole et essaie toujours de tenir ses promesses ; il travaille plus dur quand il sait qu'on compte sur lui.
Très libre au début du jeu, notamment dans l'Acte 1, il perdra de son importance au fur et à mesure que les personnages s'adresseront au joueur lui-même et non plus au protagoniste jouable. Ainsi, vers la fin du jeu, le protagoniste est pratiquement muet et les choix à faire comme répondre aux déclarations des filles seront présentées au plus simple ("oui" ou "non") là où, dans l'Acte 1, le protagoniste avait le choix entre plusieurs vraies phrases.

#### Monika
Monika a de longs cheveux bruns attachés en une queue-de-cheval haute avec un large ruban blanc. Ses yeux sont vert émeraude. Elle est le seul personnage parlant au protagoniste bien en face, tandis que les autres filles se présentent légèrement de profil.
Monika est décrite comme intelligente, belle, sûre d'elle, populaire et athlétique par les autres personnages. Elle arbore toujours une expression calme et est décrite comme mature et travailleuse.
Elle faisait auparavant partie du club de débat (qu'elle a quitté car elle ne supportait pas la politique des grands clubs). Le club de littérature, qu'elle a fondé après avoir quitté le club de débat, lui tient vraiment à cœur. Elle espère que son club deviendra un endroit où chacun pourra exposer son amour pour la littérature. Monika manifeste ouvertement de l'intérêt pour ses camarades, complimentant le style d'écriture de chaque membre et les comparant même à de célèbres écrivains et poètes.
Malgré son apparence calme et sympathique, Monika est en fait l'antagoniste majeur. Elle est le seul personnage du jeu à être consciente de n'être qu'un personnage, qu'une vraie personne est présente derrière son écran et que les autres membres du club sont dépourvus de libre arbitre, et tous ces éléments sont exprimés dans ses poèmes où elle qualifie ces découvertes d'"épiphanies".
Monika utilise ses compétences pour manipuler les autres filles depuis les fichiers du jeu en provoquant un changement brusque et négatif de leurs personnalités (i.e. tendances suicidaires de Sayori, obsession de Yuri, etc.), dans le seul but d'obliger le joueur (et non le protagoniste, contrairement aux autres filles) à passer plus de temps avec elle, car elle le considère comme la seule chose "réelle" dans son monde.

#### Natsuki
Natsuki a les cheveux et les yeux roses. Elle a une barrette rouge sur sa tempe droite, et deux petites couettes nouées par des rubans rouges.
Natsuki est une fille impétueuse, brusque, râleuse, d'apparence arrogante, intérieurement plus douce (son tempérament résulte de ses insécurités). Monika la décrit comme l'incarnation parfaite de la tsundere. Elle a beau être impulsive et parler parfois sans réfléchir, en réalité elle se soucie vraiment de ses amis et, même quand elle a des accès de colère, déteste se battre ou se disputer avec qui que ce soit. Dans le jeu, on voit qu'elle s'inquiète pour Yuri lorsqu'elle donne au protagoniste une lettre lui demandant d'aider cette dernière, ayant trop peur de lui créer encore plus de problèmes pour lui en parler de vive voix. Natsuki est très têtue et peine à exprimer comment elle se sent et ce qu'elle veut. Quand elle est poussée à bout de manière répétée, elle devient souvent agressive, avant de fondre simplement en larmes. Au sein du club, elle se fait rabaisser à plusieurs reprises par Monika qui semble la considérer, elle et ses problèmes, avec pitié.
Sa mignonnerie intérieure implique une passion pour les mangas/animes, particulièrement ceux tranche de vie, et la cuisine. Elle est connue pour ranger sa collection de mangas dans le club de littérature parce qu'elle craint la réaction de son père s'il apprenait qu'elle en lit. Bien que le reste du club soit au courant de son intérêt, elle hésite toujours à en parler. Natsuki aime aussi les choses mignonnes, comme les cupcakes avec des têtes de chat, mais répugne souvent à afficher ce goût car elle craint de ne pas être prise au sérieux et de n'être considérée que comme une enfant. Elle aime les poèmes composés de mots mignons et joyeux, bien que ses poèmes traitent toujours de sujets tristes (par exemple, le fait d'être persécuté à cause de ses hobbies). Natsuki croit qu'il est important d'être capable d'exprimer quelque chose de profond avec peu de mots. Son style d'écriture simple la met en désaccord avec Yuri, qui a un style d'écriture plus extravagant.
Natsuki déteste qu'on la dise « mignonne », même si elle agit comme tel ou fait des choses mignonnes, et elle niera à chaque fois que quelqu'un l'appelle ainsi. Néanmoins, elle est plus à l'aise pour exposer son côté mignon lorsqu'elle sait que les gens ne vont pas la taquiner à ce propos. Natsuki déteste quand elle n'est pas prise au sérieux, que ce soit à propos de ses écrits, ses hobbies, ou même de sa personnalité tout entière. C'est comme si on lui avait appris à avoir honte d'elle et de ses hobbies, parce que ses camarades de classe la jugent, elle et son père abusif, faisant de sa nature abrasive un mécanisme d'adaptation. Cela est également impliqué dans un poème secret, "Les choses que j'aime chez papa".
La petite carrure de Natsuki est due à sa sous-alimentation. Monika nous apprend en effet que son père, en plus d'être probablement violent avec elle et de ne pas s'en occuper suffisamment, ne lui laisse jamais d'argent pour s'acheter de la nourriture. Pendant l'Acte 2, si le joueur choisit la route de Natsuki, il assistera à son malaise causé par une crise d'hypoglycémie. Pour pallier ces situations, Monika garde souvent quelques barres vitaminées sur elle pour Natsuki. Ce souci de santé semble humiliant pour Natsuki, d'autant qu'elle s'en retrouve alors dépendante de Monika qui lui donne à manger.
Il est montré que Natsuki est une personne se sentant très seule et qui recherche désespérément de l'affection. Par exemple, durant la troisième session de partage des poèmes, elle demande franchement au protagoniste s'il pense que ses poèmes sont les meilleurs et en vient à le supplier de le lui dire, même s'il les déteste. Ceci n'arrive que si Natsuki a aimé tous les poèmes du joueur jusqu'à ce moment-là.

#### Sayori
Sayori a des cheveux corail coupés court et légèrement bouclés aux extrémités, avec un ruban rouge sur sa tempe gauche. Ses yeux sont bleu ciel et elle est de taille moyenne.
Sayori est décrite comme étant une fille bavarde, joyeuse, gentille et l'archétype de la Genki. Elle est très maladroite et trouve toujours un moyen pour se blesser ou faire tomber des objets. Cependant, bien qu'elle soit distraite, elle est assez rusée pour persuader ses amis de partager leur nourriture avec elle. C'est le seul personnage (avec le protagoniste) capable de régler des disputes, et elle est décrite comme nécessaire pour maintenir une ambiance paisible dans le club de littérature, ce qui devient encore plus visible après son suicide. Monika dit que, même si elle peut apparaître comme une bonne présidente, Sayori est meilleure qu'elle pour s'occuper des gens. Sayori fait de son mieux pour que tout le monde soit heureux et déteste que les autres se préoccupent de son bien-être, parce qu'elle pense ne pas mériter l'attention qu'ils lui portent.
Ses poèmes évoquent généralement le mal-être et la tristesse. Sayori n'a pas de style littéraire préféré et aime autant celui de Natsuki que celui de Yuri.
Pendant l'Acte 1, elle explique qu'elle souffre de dépression depuis son enfance, mais qu'elle ignore absolument pourquoi. Plus tard, elle avoue ses sentiments au protagoniste. Malheureusement, quel que soit le choix exécuté par le joueur, elle terminera le lendemain pendue dans sa chambre. Si le joueur accepte sa confession, elle se suicide parce qu'elle ne peut pas supporter l'idée qu'il s'inquiète pour elle, et s'il la rejette, elle se suicide car elle a le cœur brisé. On apprend, dans le dialogue monodirectionnel final avec Monika, que lors de son suicide par pendaison, elle a changé d'avis et vainement essayé de se dégager de la corde (c'est pourquoi ses doigts étaient ensanglantés).
On la revoit à l'Acte 4 et selon l'histoire, soit elle sait que Monika a existé, soit elle accepte son sort (résultant à une bonne fin).
La dépression de Sayori lui enlève toute motivation pour faire quoi que ce soit, comme elle l'explique elle-même ; c'est pourquoi elle arrive souvent en retard à l'école (elle "ne peut pas trouver de raison de sortir du lit, le matin"), ne nettoie jamais sa chambre et a les cheveux courts (plus faciles à entretenir). Sa chambre, que le protagoniste nettoie régulièrement pour elle, est décrite comme mal rangée. Le protagoniste note en début de jeu qu'elle a peu changé, et les changements qu'il remarque plus tard chez elle sont dus à l'intervention de Monika, qui a aggravé ses tendances dépressives et suicidaires. Sayori ne semble pas avoir une haute opinion d'elle-même. Sa relation avec le protagoniste et le bonheur des autres sont ses principaux mécanismes d'adaptation parce qu'elle croit que si elle rend tout le monde heureux, elle n'aura plus aucune raison de se sentir malheureuse.
De nombreux indices dans le jeu alimentent la théorie selon laquelle Sayori est, tout comme Monika, consciente d'être un personnage de jeu, notamment lors de la révélation de sa dépression pendant laquelle elle dit de nombreuses phrases incompréhensibles pour le protagoniste mais pouvant contenir un deuxième sens pour qui connaît le jeu (par exemple : "il n'y a pas de bonheur au bout du chemin" ou encore "la souffrance est impossible à éviter", comme si elle savait ce qui allait se passer dans la suite du jeu.)
La relation Monika-Sayori semble elle aussi très singulière et on peut facilement penser que quelque chose les unit, comme par exemple leur rôle de présidente du club l'une après l'autre, leur personnalité très développée par rapport aux deux autres filles, ou bien la théorie qui voudrait donc qu'elles soient les deux seules filles conscientes du jeu.

#### Yuri
Yuri est très attrayante physiquement, elle possède de longs cheveux violets ainsi que des yeux également violets.
Yuri est décrite à travers la majorité du jeu comme une personne timide, généreuse, polie, passionnée à propos des sujets qui l'intéressent, apologétique, très intelligente, mature et éloquente. Cependant, malgré sa maturité, elle se dispute avec Natsuki au sujet de leur divergence d'opinion sur les styles d'écriture. Tandis qu'elle essaye d'abord d'éviter les conflits, Yuri peut se montrer passionnée et entêtée, notamment lorsqu'elle pousse un juron lors de l'Acte 2 (un changement dû à l'influence de Monika). Yuri est inconsciemment insensible par moments, se montrant parfois condescendante et hautaine sans même le réaliser. Une fois qu'elle a réalisé avoir dit quelque chose d'insensible, elle s'excuse presque immédiatement, ne cessant de répéter qu'elle ne le pensait pas. Le protagoniste l'a bien remarqué, Yuri aime réfléchir avant de parler.
Son style d'écriture est le plus recherché des quatre personnages. Il contient de nombreuses métaphores, ainsi qu'un vocabulaire soutenu et varié.
Si l'on suit sa route lors de l'Acte 1, on apprend que Yuri a, selon ses mots, un fétichisme pour les couteaux. Elle les trouve fascinants par le mélange de beauté et de danger qu'ils expriment. Elle aiguise avec soin ses couteaux qui sont donc extrêmement coupants (pouvant "couper la peau comme du papier"). Si nous choisissons d'aider Yuri à préparer le festival, de nombreux indices nous laissent penser que Yuri utilise ses couteaux pour se mutiler (on la voit remonter précipitamment sa manche lorsque nous arrivons vers elle). Lors de l'Acte 2, cette tendance auto-destructrice est grandement mise en avant par Monika. En effet, tout nous est rendu explicite et l'on peut même découvrir Yuri avec son bras tailladé. A cet instant, le jeu va se rembobiner et Yuri aura l'air de ne s'être jamais scarifiée. Mais si le joueur est en train de passer les dialogues au moment où  Yuri se blesse, alors il débloquera un dialogue avec elle dans les couloirs où elle explique sa tendance auto-destructrice. Elle raconte ainsi au protagoniste qu'elle vit très mal le fait d'être jugée par les autres à cause de ce comportement, comportement dont elle ne peut expliquer la raison, et ajoute simplement que cela l'apaise. On découvre que l'opinion des gens (en particulier de Monika) à l'égard de ce problème la tourmente beaucoup et elle en vient à se demander si elle est aussi folle que tout le monde le pense. Elle est heureuse que le protagoniste, lui, ne la rejette pas, et tente même de lui proposer un rendez-vous chez elle, mais Monika apparaît alors progressivement à l'écran, finissant par masquer Yuri et ses paroles.
Yuri est qualifiée par Monika de yandere. À partir de l'Acte 2, sa personnalité auto-destructrice et sa passion pour le protagoniste sont augmentées à outrance. Elle bascule dans la folie, très possessive envers le protagoniste et faisant tout pour qu'il ne passe du temps qu'avec elle. En effet, même si le joueur choisit la route de Natsuki durant l'Acte 2, Yuri s'arrangera pour que l'on passe tout notre temps avec elle-même, au détriment de Natsuki. Plusieurs fois, les yeux de Yuri se réduiront à deux ronds violets tandis qu'elle arborera un sourire malsain, souvent dans les moments où elle peut être seule avec nous. On comprend rapidement que Yuri cherche à se retrouver seule avec nous dans le but de nous déclarer son amour, mais aussi et surtout pour profiter intégralement de notre présence et nous regarder tout son soûl (ce qu'elle fait pendant quelques instants à un moment avant que Monika n'intervienne).
Dans l'Acte 2, Yuri nous demande si on l'aime, après une déclaration des plus dérangeantes où elle avoue se masturber avec un stylo qu'elle nous a volé, et vouloir nous ouvrir la peau pour ramper dedans. Ainsi, le joueur sera tenté de répondre négativement à sa confession. Mais peu importe la réponse, la musique devient effrayante, elle rit de manière maléfique (par excitation si on répond oui, par rage si on répond non) et Yuri se poignarde avec son couteau, deux fois dans le ventre et une fois dans le cœur. Elle s'effondre et semble nous parler, mais l'écriture affichée est illisible et déformée. Le joueur n'a d'autres choix que de passer ses "dialogues" incompréhensibles, ce qui prendra tout le week-end. Il restera donc deux jours en salle de classe, près du cadavre de Yuri qui se décomposera au fil des jours. Ainsi, Yuri obtient ce qu'elle désire : passer le week-end avec le protagoniste.

### Histoire

#### Acte 1

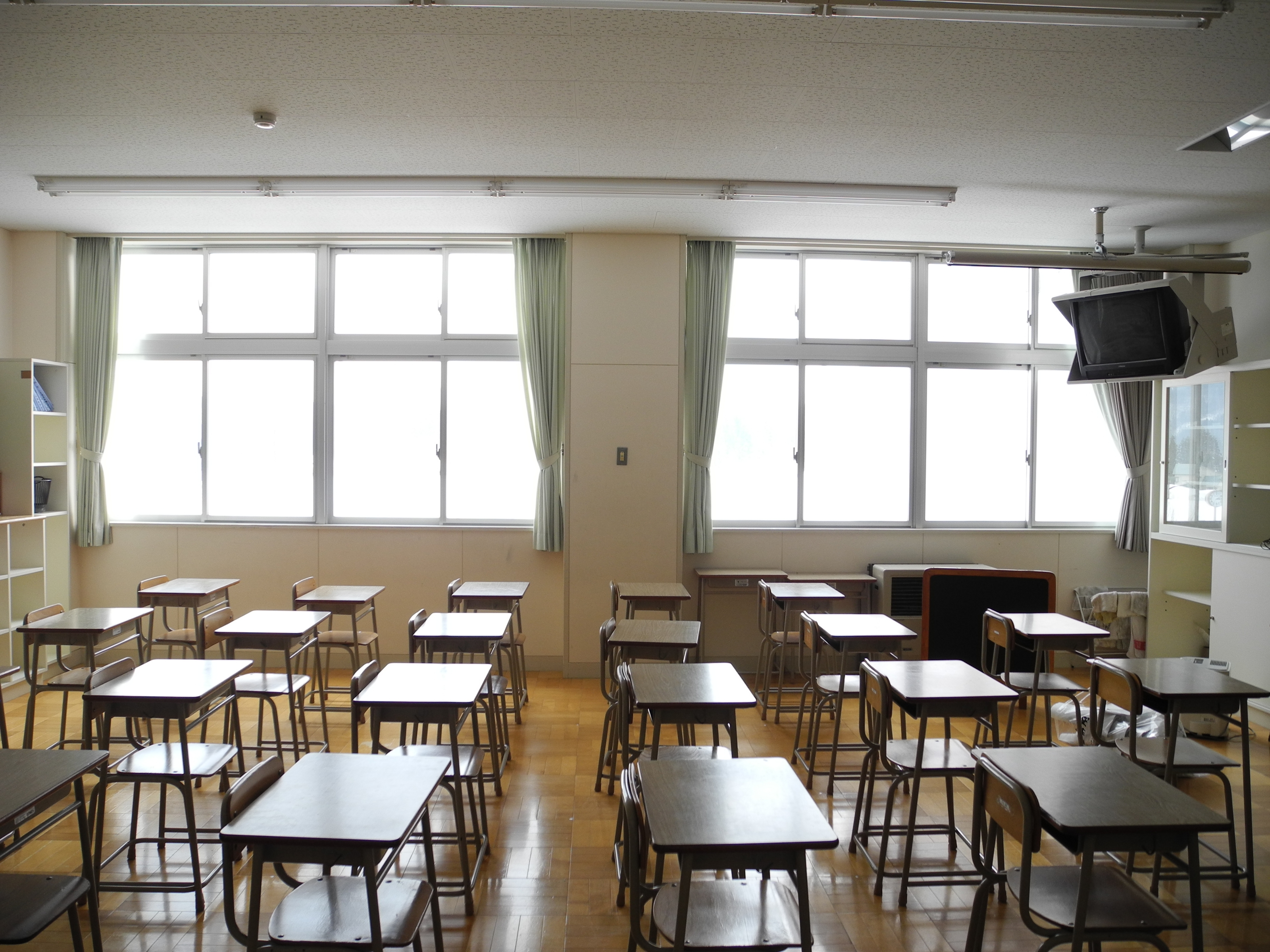
Le club de littérature prend place dans une salle de classe typique des lycées japonais, comme celle représentée ici. La majeure partie des évènements du récit s'y déroulent.

Le protagoniste est invité par Sayori, son amie d'enfance, à rejoindre le club de littérature dont elle est la vice-présidente. Il y rencontre les autres membres : Natsuki, Yuri et Monika, présidente du club, que le protagoniste connaît déjà. Celui-ci commence donc à participer aux activités du club en faisant connaissance avec ses nouvelles camarades.
Pendant la préparation du festival, Sayori avoue au protagoniste qu'elle souffre de dépression, mais également qu'elle est amoureuse de lui. Le jour du festival, les poèmes mignons de Sayori sont remplacés par un texte sombre et morbide, demandant à quelqu'un de sortir de sa tête. Comme Sayori ne répond plus à ses messages, le protagoniste quitte la réunion pour aller chez elle le plus vite possible, et découvre qu'elle s'est suicidée par pendaison. Le jeu commence alors à bugger. Tandis que le protagoniste se demande s'il aurait pu sauver Sayori, le jeu se termine brusquement.

#### Acte 2
Le joueur est renvoyé au menu principal, avec ses anciennes sauvegardes supprimées. Le jeu redémarre comme d'habitude, mais le nom de Sayori et son texte sont remplacés par des phrases illisibles. Le jeu s'éteint et redémarre, mais sans elle. De plus, les mentions de Sayori par les autres membres sont supprimées ou remplacées par des bugs : des parties d'autres sprites de personnages mélangées. Monika invite alors le protagoniste à rejoindre le club. À partir de là, des événements troublants commencent à se produire : des bugs visuels et auditifs surviennent fréquemment au cours de la partie et les caractères des personnages de Yuri et Natsuki semblent eux aussi corrompus : Yuri adopte de plus en plus le comportement obsessif d'une yandere tandis que Natsuki paraît de plus en plus vulnérable et fragile. Seule Monika continue d'agir avec allégresse comme si tout était normal, n'hésitant pas à juger le comportement étrange des deux autres filles et à tenter de les empêcher de passer trop de temps avec le protagoniste. C'est d'ailleurs elle qui, pour ce faire, corrompt le jeu et modifie ses codes afin de faire en sorte que les autres filles apparaissent comme dérangées et repoussantes pour le joueur. Ainsi, Monika les pousse progressivement au suicide et à la folie. Quand Yuri et Natsuki se retrouvent toutes deux HS, Monika décide de supprimer complètement les fichiers de Yuri et Natsuki du dossier character du jeu, faisant redémarrer le jeu une nouvelle fois.

#### Acte 3
En commençant une nouvelle partie, le protagoniste est assis dans une salle au milieu de ce qui semble être l'espace avec Monika en face de lui, assise également. Elle est désormais le seul élément encore actif de DDLC, les autres filles ayant été supprimées. Monika explique qu'elle est consciente de n'être qu'un personnage, mais possède la capacité de modifier les fichiers du jeu et ainsi d'altérer les personnalités des personnages, voire de complètement les supprimer. Elle admet avoir rendu Sayori "de plus en plus dépressive" et avoir "amplifié la personnalité obsessionnelle de Yuri" pour les rendre désagréables, afin que le joueur se concentre exclusivement sur elle. Elle n'avoue pas ses sentiments au protagoniste, mais à la personne qui joue. Elle va ensuite parler de tout et de rien jusqu'à ce que le joueur aille dans les fichiers du jeu et supprime le fichier « Monika » du dossier « personnages ». Lorsqu'il fait cela, le jeu bugge et Monika panique à l'idée de disparaître du jeu. D'abord, Monika se déchaîne sur le joueur pour avoir tenté de la tuer, mais après avoir marqué une pause, elle avoue qu'elle l'aime toujours et s'excuse d'avoir agi de cette manière. Monika ré-implémente les autres filles, qu'elle n'avait pas supprimées définitivement, avant de s'auto-supprimer. Le jeu recommence alors.

#### Acte 4
Après le redémarrage, le joueur relance une nouvelle partie, et l'histoire, bien que Monika ne fasse plus partie du jeu, recommence de manière quasi-identique à l'acte 1. Cette fois-ci, Sayori est présidente du club, et le protagoniste décide de lui-même de rejoindre le club pour lui faire plaisir. Les relations entre les membres semblent beaucoup plus courtoises et amicales sans Monika. Le scénario se poursuit normalement et sans bug jusqu'à la fin de la première journée. À ce moment, Sayori remercie le protagoniste d'avoir rejoint le club, mais également de "s'être débarrassé de Monika". Elle avoue se souvenir des parties précédentes, et se rappeler tout ce que Monika a fait. Elle emmène ensuite le joueur dans la même pièce que Monika lors de l'acte 3, et lui montre comme elle sera heureuse de passer tout son temps, pour toujours, avec le joueur. Cependant, Monika (qui semble avoir continué d'exister sous une forme immatérielle) intervient et supprime Sayori des fichiers du jeu. Plusieurs boîtes de dialogue apparaissent ensuite à l'écran, dans lesquelles Monika explique au joueur qu'elle a réalisé qu'il ne pourra jamais y avoir de bonheur dans le club de littérature, et que le jeu finira toujours de la même manière. Elle prend alors la décision de supprimer entièrement le jeu, et fait ses adieux au joueur et au club de littérature. Avant de complètement effacer le jeu, les crédits se lancent, dans lesquels Monika chante une chanson au joueur, accompagnée de son piano (cette chanson est en fait le thème principal de DDLC). Pendant ces mêmes crédits, les images spéciales (déblocables à l'acte 1, en fonction de la fille choisie via le mini-jeu du poème) apparaissent à l'écran (celles que le joueur a vu au cours de sa partie sont affichées en couleurs, tandis que les autres sont en noir et blanc) et sont supprimées du jeu au fur et à mesure. Finalement, les autres fichiers du jeu (script, musiques...) sont supprimés une fois les crédits terminés, et une note d'adieu signée de Monika s'affiche à l'écran. Elle y explique qu'elle a dissous le club de littérature car il n’y aura jamais de bonheur dans celui-ci. Elle ajoute qu'elle remercie le joueur pour avoir réalisé ses rêves, pour avoir été un ami pour toutes les filles du club, et pour avoir rejoint son club. La lettre se termine sur ces mots : "Avec mon amour éternel, Monika". Une fois la lettre lue par le joueur, le jeu se ferme, et ne peut plus être relancé. Pour rejouer, le joueur doit réinstaller le jeu ou supprimer le fichier firstrun du dossier du jeu, le forçant à repartir de zéro.

#### Fins alternatives
Le jeu se termine logiquement de la même manière pour tous les joueurs : à la fin de l'acte 4, les crédits se lancent et une fois la lettre d'adieu de Monika lue par le joueur, il n'est plus possible de rejouer sans repartir de zéro. Cependant, trois fins supplémentaires existent, et apparaissent uniquement si le joueur remplit certaines conditions lors de la partie :
- Si, lors de l'acte 2, le joueur dédie ses deux premiers poèmes à Natsuki, il est possible de déclencher sa "fin" : lors du troisième jour, au moment du partage des poèmes entre les membres du club, Natsuki va discuter avec le protagoniste et lui demander pourquoi il n'est pas venu lire avec elle (le joueur étant forcé de suivre la route de Yuri lors de l'acte 2). Ensuite, le jeu va se mettre à bugger (l'arrière-plan va se mettre à grésiller, la musique va être progressivement distordue, les yeux et la bouche vont être remplacés par des carrés noirs, et du sang coulant apparemment de ses yeux sera visible) et Natsuki va se tordre la nuque sur le côté (scène assez violente puisque sa tête sera inclinée en angle droit, à 90° sur la droite), avant de se mettre à courir en direction de l'écran. Un écran noir accompagné du mot "FIN" inversé inscrit au centre va ensuite s'afficher, et le jeu va reprendre comme si de rien n'était. Puisque ce n'est pas un évènement obligatoire dans le scénario, la suite du jeu va se poursuivre exactement comme dans la fin classique, et Natsuki sera toujours présente.
- Au tout début du jeu (avant de débuter l'acte 1), le joueur peut déclencher une fin spéciale si, après avoir lancé le jeu, il supprime le fichier de Monika du dossier des personnages. Au moment de débuter la partie, Sayori va alors apparaître totalement paniquée, et demandera au joueur de "faire que cela cesse". Elle fermera ensuite le jeu, et au moment de le relancer, le joueur verra apparaître une image monochrome de Sayori pendue. Au bout de dix minutes d'attente sur cet écran, le message "Tout le monde peut être heureux maintenant" apparaîtra à droite de l'image, message inscrit avec la police d'écriture qu'utilise Sayori dans ses poèmes. Cette fin est interprétée comme tel : lorsqu'un personnage devient président du club de littérature, il comprend la nature de son monde et devient capable de le modifier à sa guise (cela est confirmé lors de l'acte 3 par Monika, qui explique au joueur qu'elle était capable de se supprimer, si elle en avait marre de rester dans le jeu). Sayori, dans la panique, a donc supprimé l'intégralité des personnages, y compris elle-même. Il est à noter que cette fin est également accessible en supprimant le fichier de Sayori du dossier des personnages avant de lancer une nouvelle partie, mais cette action amène directement le joueur à l'image monochrome citée précédemment.
- Le jeu possède une dernière fin alternative, qui est considérée par beaucoup comme la "fin heureuse". Pour la déclencher, le joueur doit, lors de l'acte 1, sauvegarder au moment du premier poème, et suivre ensuite la route de n'importe laquelle des trois filles, et débloquer les scènes exclusives qui lui sont propres. Une fois fait, il doit recharger sa partie au premier poème (avant la mort de Sayori, qui empêche de recharger d'anciennes sauvegardes) et suivre une route différente. Il doit répéter cette opération une dernière fois pour débloquer la totalité des scènes exclusives. Une fois toutes obtenues, il doit simplement terminer le jeu, et le jeu changera à partir du dernier acte : Yuri et Natsuki sembleront presque amies, et le dialogue final de Sayori changera : elle remerciera le joueur d'avoir passé du temps avec toutes les filles du club, de les avoir réconfortées dans les moments difficiles, et ajoute que malgré tout ce que le joueur a fait, elle ne peut rien faire de plus, car c'est déjà la fin du jeu, et que c'est l'heure de se dire au revoir. Elle remercie le joueur d'avoir joué à Doki Doki Literature Club!, et demandera au joueur de lui rendre visite de temps en temps. La conversation terminera sur ses mots : "On sera toujours là pour toi. Nous... Nous t'aimons toutes." Ensuite, les crédits se lanceront comme d'habitude, mais les images, toutes débloquées, seront donc en couleur, et ne seront pas supprimées. Une fois les crédits terminés, la lettre d'adieu de Monika est remplacée par une lettre d'adieu du créateur du jeu, Dan Salvato. Le jeu se termine ensuite, et le joueur doit repartir de zéro s'il souhaite continuer à jouer.

## Analyse

### Apparence du jeu et communication
Lors de ses premiers contacts avec le joueur, via sa bande-annonce, sa page de téléchargement, ou lors des premières heures de son intrigue, le jeu se présente délibérément comme un visual novel  extrêmement générique,. En effet, son esthétique est basée sur des couleurs pastel et un style anime, son interface est a priori gloablement fixe et sans excentricité, et ses musiques sont perçues comme ordinaires. De plus, il épouse des clichés très communs pour les jeux de séduction ; Le fait d'incarner un lycéen japonais cible de l'attention de différents personnages féminins, la mise en place de situations dirigeant vers la réalisation de fantasmes de romance, ou encore, les situations gênantes où des seins sont effleurés par accident. Ce choix de généricité exagéré amène des joueurs habitués aux visual novels à considérer que Doki Doki Literature possède une portée satirique. Dan Salvato, le développeur, n'est pas en désaccord avec cette idée et ajoute que le jeu se moque de clichés sans pour autant blâmer les joueurs à qui ces clichés plaisent.
Dans la communication autour du jeu et lorsque le jeu lui-même est démarré, le seul élément suspect montré est le message d'avertissement disant que le jeu n'est pas prévu pour les enfants ou les personnes sensibles,. Amy Josuweit sur Rock Paper Shotgun pense que ne laisser que cet indice est une pratique rare, car même d'autres jeux d'horreur ne se faisant pas passer pour tel ont, malgré cela, tendance à dévoiler quelques éléments effrayants dans leur communication publicitaire. Doki Doki Literature Club, à l'inverse, met en place via son vague avertissement une sorte de faux secret éveillant l'intérêt, et compte uniquement sur la curiosité des joueurs et le bouche-à-oreille permis par les réseaux sociaux pour se promouvoir. Pendant la partie, ce faux secret contribue à laisser au joueur l'impression que l'univers commun et chaleureux du jeu cache en vérité quelque chose de sinistre. L'anticipation du moment où le jeu fera tomber le rideau sur sa véritable nature, alimentée çà et là par quelques indices subtils, est éprouvante en soi,.

### L'horreur par la perte de contrôle
Malgré ce mauvais pressentiment du joueur, il peut être mis à l'aise par plusieurs éléments. D'abord, par sa probable familiarité avec les codes du genre, que le jeu respecte scrupuleusement comme discuté plus haut,. Ensuite, par la routine mise en place : le rituel quotidien d'échange des poèmes au club de littérature, et les musiques et personnages qu'il apprend à connaître,. Enfin, par son habitude (courante à l'époque où le jeu est sorti) d'utiliser les sauvegardes pour étudier les effets qu'ont ses choix sur le scénario, voire sa capacité de modifier les fichiers du jeu si besoin,. À cet égard, le personnage de Monika rappelle même directement au joueur qu'il a le loisir de sauvegarder sa partie avant un choix important pour, en cas de regret, la reprendre en changeant ce choix. Ces diverses caractéristiques apportent un sentiment de maîtrise, incluant même la capacité de revenir à une situation acceptable si les choses tournent mal.
Pourtant, plus tard dans la partie, quelques choix du joueur semblent amener Sayori au suicide,, mais revenir en arrière pour changer ces choix et essayer de l'en empêcher est soudainement impossible, car toutes les sauvegardes ont été effacées à ce moment. Les actions du joueur, auparavant anodines et pleinement maîtrisées, deviennent ainsi brutalement graves et irréversibles, et peuvent lui faire porter un sentiment de culpabilité,. Les sentiments d'irrémédiabilité et de perte de contrôle à la suite de la mort de Sayori s'accentuent lorsque le joueur relance le jeu, et s’aperçoit qu'elle a disparu non seulement du menu principal, mais aussi, lors d'une nouvelle partie, des moments de l'intrigue où elle est censée intervenir. Le jeu semble gérer son absence par des bugs d'affichage, ou en remodelant le scénario, suggérant l'idée que sa disparition a atteint le programme lui-même. Par ailleurs, même le contrôle de l'interface est ponctuellement retiré, par exemple lorsque le jeu masque certaines parties de l'écran, ou prend le contrôle du pointeur de la souris pour forcer le joueur à faire certains choix. Une métafiction est ainsi mise en place au service de l'horreur ; le programme paraît modifié par des évènements du scénario, et le joueur doute que le jeu se comporte comme devrait se comporter un jeu. On peut aussi considérer que ce dernier va plus loin que simplement "briser le quatrième mur", dans la mesure où la conscience des personnages du support où ils évoluent influence même l'histoire racontée, ce qui n'est pas le cas habituellement lorsque le quatrième mur est brisé. En jonglant avec ces différents éléments, le jeu met ainsi l'assurance du joueur en défaut.

### Une menace provenant de problèmes de société
Si la perte de contrôle et les artifices graphiques soulignent la peur, cette dernière est fondamentalement celle de voir la dégradation progressive des personnages et de leurs relations, due en grande partie à des problèmes réels.

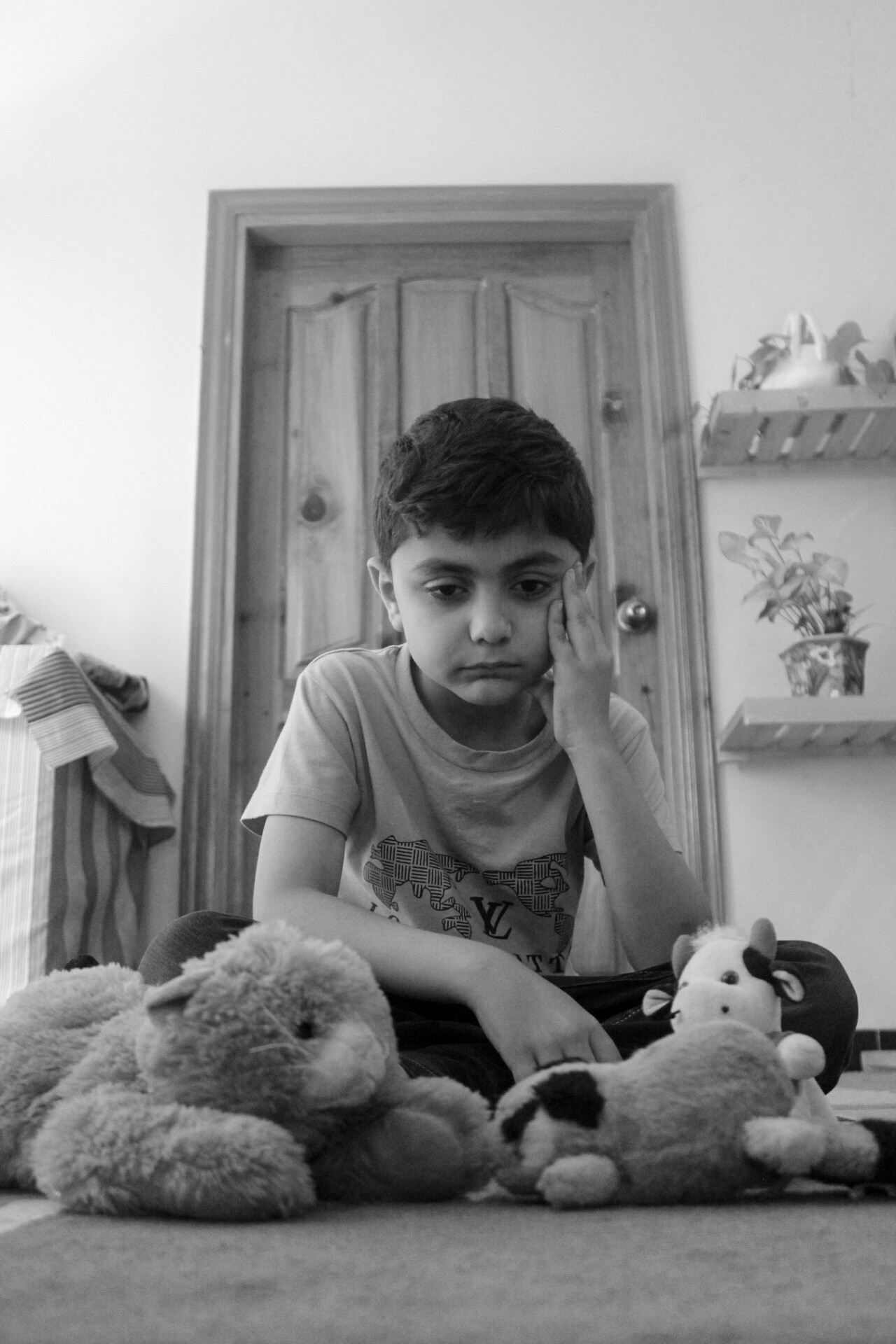
Doki Doki Literature Club échappe à certains lieux communs concernant la dépression, en mettant en scène un personnage affecté qui a une attitude gaie et chaleureuse.

Dans divers médias, la maladie de la dépression est souvent limitée, à tort, à un simple état de tristesse persistante, d'où une possible difficulté à soupçonner cette affliction chez une Sayori radieuse et joviale. Pourtant les personnes en dépression peuvent faire preuve d'une gaieté de surface, qui est pour elles un moyen de se distraire de la négativité abrutissante causée par leur maladie, ou de masquer cette négativité qu'elles perçoivent comme un fardeau à ne pas imposer aux autres. Les poèmes de Sayori montrent que c'est le cas pour elle. Ainsi, tout en  suggérant l'état de Sayori, le jeu montre que la dépression d'une personne de son entourage peut être difficile à apercevoir. C'est donc une menace forte, à la fois cachée et dangereuse, et le jeu utilise les codes du genre de l'horreur pour représenter ce phénomène réel comme aussi terrifiant que des histoires d'horreur aux monstres créés de toutes pièces.
La situation de Sayori est volontairement traitée de façon plus juste que les autres sources de souffrance abordées, qui sont exagérées absurdement dans la deuxième partie : l'automutilation de Yuri, et le harcèlement scolaire (Monika qui répète aux autres élèves de se tuer). Cette amplification artificielle, présentée comme le méfait de Monika, peut aussi être interprétée comme une façon de montrer que ces problèmes peu visibles de l'extérieur auraient échappé à notre attention si le trait n'avait pas été grossi,.
Monika, de son côté, adopte un comportement possessif à l'égard du joueur, sabotant ses relations avec d'autres personnes de son entourage, et attendant de lui qu'il réorganise sa vie autour d'elle, comportement qui rappelle le trouble de la personnalité narcissique.

### Subversion du cadre du jeu de séduction
Darragh Nolan estime qu'un grand problème des jeux de séduction en général est qu'ils tendent à rendre la capacité d'action de leurs jeunes personnages féminins comparable à celle des créatures de Pokémon ; toutes avec leur personnalité et leurs centres d'intérêt, mais toutes, ultimement, dans l'attente exclusive du joueur pour s'occuper d'elles. De son point de vue, Doki Doki Literature Club échappe à ce cliché par le personnage de Monika qui, consciente d'être un personnage de jeu, œuvre activement pour obtenir un tête à tête avec le joueur (par exemple, en contrôlant le fonctionnement du jeu, ou en provoquant la mort de ses semblables,). Les rôles sont ainsi redistribués : Monika est l'héroïne, et gagner le cœur du joueur est le défi qu'elle doit surmonter.
Cette inversion vient effrayer les joueurs habitués au genre, qui, venus décider du destin des personnages, constatent que c'est elle qui décide du leur. Pour autant, beaucoup des actions de partenaire insistant, abusif et manipulateur, dont fait preuve Monika, ne diffèrent pas fondamentalement de celles d'un joueur dans un jeu de romance classique. Elles ont pour effet de réduire la capacité d'action du joueur au point de le laisser se sentir impuissant et ignoré, impression que peuvent ressentir de véritables personnes dans des relations problématiques. Le jeu critique ainsi la négation de la capacité d'action d'autrui, souvent inhérente à ce genre d'œuvres.
Un autre code fréquent du jeu de romance est la représentation des personnages féminins comme un idéal uniquement destiné à plaire. Les joueurs habitués à ce code sont amenés à voir Sayori comme une « pin-up émotionnelle » dont la joie est là pour les amuser et les mettre à l'aise, plutôt que comme une personne ayant ses propres préoccupations et subissant ses propres épreuves. Il en est de même pour le côté ténébreux de Yuri ou la tendance de Natsuki à mordre ; si dans le contexte d'un jeu de romance ils peuvent passer pour des traits de caractère mignons, ici ils sont symptomatiques et demandent une réelle attention. En un sens, les attentes liées au genre déforment l'interprétation des situations par le joueur. Particulièrement, l'idée romantique selon laquelle on peut sauver quelqu'un d'une dépression ou d'un suicide uniquement par l'amour ou l'héroïsme est ici subvertie. Le jeu montre ainsi que la souffrance de ces personnages ne peut être guérie avec l'état d'esprit adopté dans un jeu de romance, et invite à remettre cet état d'esprit en question.
Un ultime signal montrant que le problème réside en vérité dans le cadre du jeu est envoyé à la toute fin, lorsque Monika, cherchant à réparer ses torts et arranger la situation, s'aperçoit que les comportements des différents protagonistes (y compris le joueur) mèneront invariablement aux mêmes situations. Afin de les protéger, elle préfère alors arrêter le jeu elle-même, concluant que « le bonheur ne peut être trouvé au club de littérature ».

## Développement et commercialisation
Malgré la présence d'une onomatopée japonaise dans son nom ("doki doki" représente le bruit du coeur qui bat), et malgré ses emprunts au genre typiquement japonais du visual novel, Doki Doki Literature Club! a été développé par une équipe de développement américaine, la Team Salvato. Le directeur créatif du jeu est Dan Salvato, aussi chargé de l'écriture, la programmation et la musique,. Il a été accompagné par deux artistes s'occupant de la réalisation des personnages et des décors,,.
Le projet découle d'un mélange d'amour et de détachement de Dan Salvato pour les anime, ainsi que pour les visual novels, desquels il se dit "fan mais pas fanatique". En effet, il considère que les clichés de personnages féminins que les anime contiennent souvent peuvent être à la fois attrayants pour certains et repoussants pour d'autres. Il apprécie la capacité des visual novels à créer chez le joueur de l'empathie pour leurs personnages, mais déplore que, d'après lui, ce genre souffre des limitations qu'il s'impose à lui-même. Par ailleurs, il se dit inspiré par les histoires d'horreur qui réussissent à installer une atmosphère troublante ou surréaliste sans qu'elles aient besoin de jeter des choses effrayantes au visage du spectateur. Il cite comme exemples les jeux Yume Nikki, Eversion (en), et Irisu Syndrome. Partant de ces sentiments, il entrevoit alors la possibilité d'élargir l'audience habituelle du genre visual novel en ciblant les gens qui n'y sont pas intéressés de prime abord. En découlent les décisions d'augmenter la cadence de la narration par rapport aux autres jeux du genre, et de ne pas trop attendre avant de révéler la particularité majeure du titre afin de ne pas perdre ce nouveau public, quitte à risquer de déplaire aux habitués en laissant moins de temps aux joueurs pour découvrir ses personnages.
Concernant la bande originale, l'intention de Dan Salvato était de créer des musiques simples avec des motifs répétitifs, dont les mélodies sont basiques et accrocheuses. Ces choix à l'ambition modérée lui ont permis de composer la musique du jeu lui-même, mais il se dit incapable de créer la bande-son d'un jeu plus exigeant. Le choix des instruments utilisé pour les musiques est en partie destiné à faire allusion aux personnages ou à mettre leur personnalité en relief. Cela est bien visible avec le thème Okay, Everyone! qui possède cinq versions différentes : Celle de Monika met en valeur le piano car elle est elle-même pianiste, celle de Yuri souligne son caractère précieux avec des cordes jouées en pizzicato, le ukulélé dans celle de Sayori reflète son aspect chaleureux, tandis que celle de Natsuki affiche un côté enfantin par l'usage du xylophone et de la flûte à bec. La quasi-totalité des musiques de la bande originale sont calmes ou enjouées, à l'exception des inquiétantes Sayo-nara et Just Monika. La musique du générique de fin, Your Reality, est chantée par Jillian Ashcraft. Dans la diégèse, il s'agit d'une chanson écrite et interprétée par Monika pour exprimer au joueur les sentiments doux-amers qu'elle a, à l'égard des évènements qui se sont produits.
Après deux ans de développement effectués en secret, le jeu sort le 22 septembre 2017 sur itch.io, puis le 8 octobre de la même année sur Steam[réf. souhaitée]. Le jeu est proposé à prix libre : il est possible d'acquérir le jeu complet gratuitement, ou pour le prix de son choix, sachant que les dons égaux ou supérieurs à 10 $ font obtenir en contrepartie un fan pack comportant la bande-son du jeu, des fonds d'écran et des concepts arts. Cette décision de rendre possible l'acquisition gratuite du jeu a été motivée par le désir d'attirer l'attention de gens qui ne sont pas habituellement intéressés par les visual novel, et par la réticence à faire payer un jeu qui se révèle être très différent de ce qu'en dit sa présentation publicitaire.
Le 2 janvier 2020, Dan Salvato annonce sur Twitter son intention de créer du nouveau contenu pour le jeu, dans lequel les personnages seront développés plus en profondeur.

## Accueil
Doki Doki Literature Club a globalement reçu des critiques assez positives de la part de sites web de jeux vidéo. Jeuxvideo.com et Kotaku commentent le succès relativement fort de ce jeu indépendant dès sa sortie, remarquant son aptitude à attirer l'attention et réunir des fans en juste deux mois,. Il est décrit comme un jeu plutôt unique au sein des visual novels, en partie par l'originalité de l'association de ce genre avec celui de l'horreur. Le jeu est en effet décrit comme volontairement éprouvant, par la « pression psychologique » qu'il met en place, et par le fort impact de certaines de ses péripéties, qui marquent les joueurs sur le long terme,. Plusieurs avis analysent et accueillent favorablement son aspect subversif, qui se manifeste par sa capacité à suivre les codes des jeux de romance avant de les renverser et de les critiquer,, (voir la section Analyse, plus bas).
Le jeu a été très apprécié par un très large éventail de joueurs, de nombreux vidéastes sur internet l'on fait connaître, même à ceux qui ne connaissait pas les visual novels ; c'est d'ailleurs pour beaucoup leur premier visual novel auquel ils ont joué. Certains d'entre eux sont aujourd'hui devenu des fans du genre[réf. nécessaire]. La communauté de fan du jeu a généré énormément de traductions amatrices et de mods.